# Edgar Barth

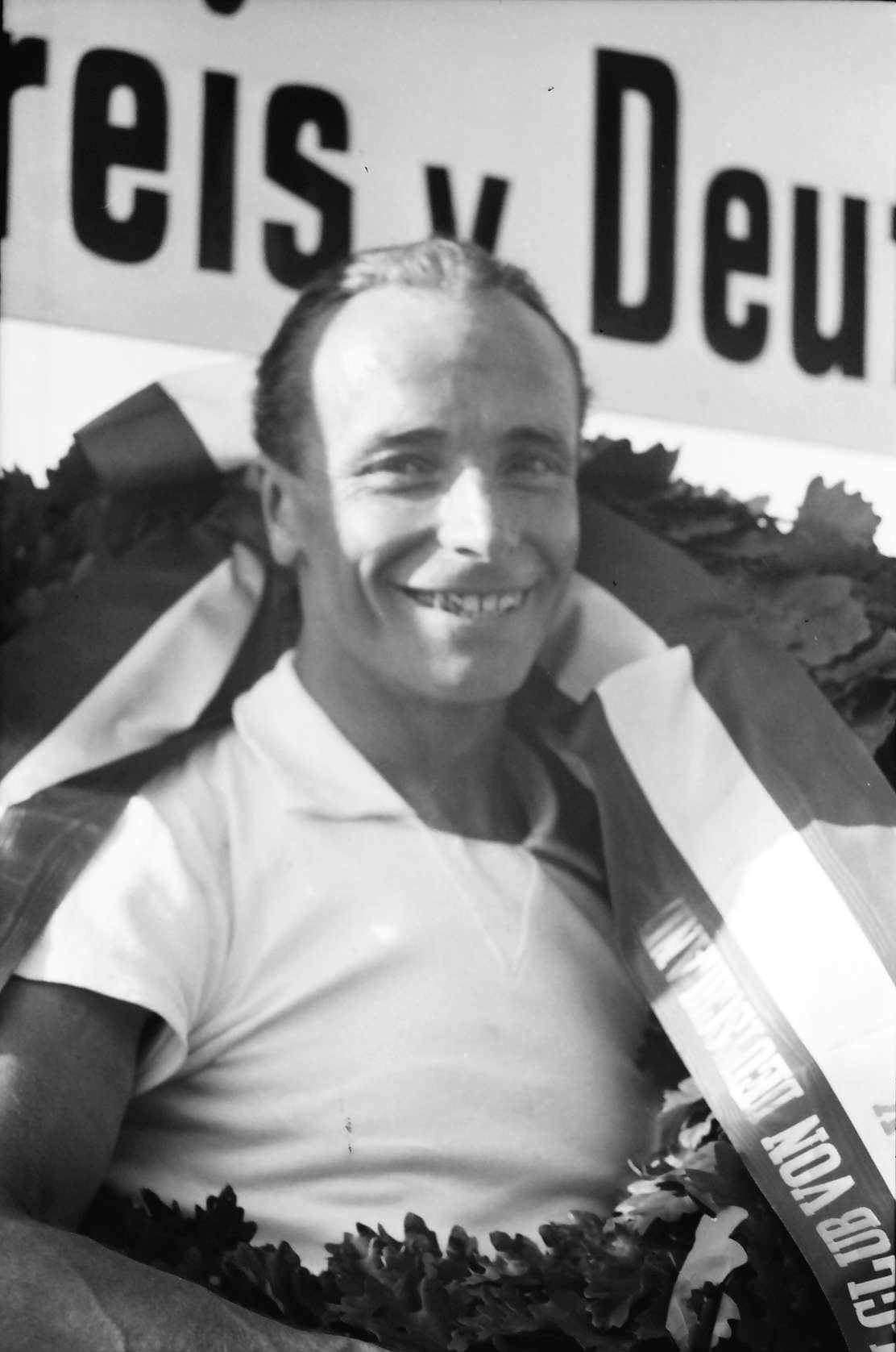
Barth op het podium na afloop van de Grand Prix Formule 1 van Duitsland 1957

Edgar Barth (Herold-Erzgebirge, 26 januari 1917 – Ludwigsburg, 20 mei 1965) was een Duits Formule 1-coureur. Hij racete vijf races in deze klasse; de Grand Prix van Duitsland in 1953 (EMW team), 1957, 1958, 1960 (Porsche) en 1964 (Rob Walker Racing Team). Zijn zoon Jürgen Barth is eveneens autocoureur.